# Lisica rakojed
Lisica rakojed (latinski: Cerdocyon thous) Lisica rakojed je srednje velika vrsta iz porodice pasa, endemska je vrsta u središnjem dijelu Južne Amerike, a gdje se pojavila tijekom razdoblja pliocena. Naziv cerdocyon dolazi od grčke riječi kerdo što znači lisica i cyon (pas) što se odnosi na psa i lisicu što su i karakteristike ove životinje.

## Stanište
Lisica rakojed obitava u savanama, 
suptropskim šumama, grmolikim šikarama i tropskim savanama poput caatinga, ravnica i campoa. (Eisenberg, 1999.) 
Njezino stanište također uključuje šumovite obale rijeke poput priobalnih šuma. Za vrijeme kišne sezone lisica se kreće uzbrdo, dok za sušne sezone spušta se prema nizini (Nowak, 1999.) Njihovo stanište pokriva sva okruženja osim prašuma, visokih planina i otvorenih travnatih savana. U nekim dijelovima svog staništa lisici prijeti istrebljenje.
Vrsta ima stanište u Brazilu,  Argentini,  Venezueli,  Kolumbiji,  Peruu, Boliviji, Gvajani,  Surinamu,  Paragvaju,  Francuskoj Gvajani i  Urugvaju.

## Izgled
Lisica rakojed je pretežno sivo-smeđe boje s crvenim područjima na glavi i nogama, te crnim vrhovima ušiju i repa. Ima kratke i snažne noge, rep joj je dugačak i prekriven gustom dlakom. Odrasle jedinke teže od 4,5 do 7,7 kg, duge su u prosjeku 64,3 cm, a prosječna duljina repa je 28,5 cm (Berta, 1982.). Ovaj lisica teži između 5-8 kilograma (A. Hover, C Yahnke, 2003.). Uglavnom je noćna životinja koja je također aktivna i u sumrak, dan provodi u brlogu koji su iskopale različite životinje. Lovi pojedinačno ili u paru, jede rakove, guštere i različite leteće životinje. Lako se pripitomi na npr. farmi, njezino krzno nije na visokoj cijeni kao kod ostalih vrsta lisica.

## Vanjske poveznice
- Porodica pasa PDF članak  Arhivirana inačica izvorne stranice od 10. veljače 2008. (Wayback Machine) Canid Specialist Group (CSG) (2004).